# IC 1843
IC 1843 ist eine Balken-Spiralgalaxie vom Hubble-Typ SBab im Sternbild Walfisch südlich der Ekliptik. Sie ist schätzungsweise 304 Millionen Lichtjahre von der Milchstraße entfernt und hat einen Durchmesser von etwa 100.000 Lichtjahren.

Im selben Himmelsareal befinden sich u. a. die Galaxien NGC 1085, IC 1834, IC 1836, IC 1844.
Das Objekt wurde am 18. Dezember 1897 vom französischen Astronomen Stéphane Javelle entdeckt.